# Blanche Monnier
Blanche Monnier (1. března 1849 Poitiers – 13. října 1913 Blois), ve Francii často známá jako la Séquestrée de Poitiers (Zavřená žena z Poitiers), byla žena z vážené rodiny z Poitiers, kterou její matka a bratr 25 let tajně drželi zavřenou v malém pokoji. Nakonec ji našla policie ve vyhublém a špinavém stavu. Podle úředníků Blanche za celou dobu svého zajetí neviděla sluneční světlo.

## Životopis
Blanche Monnier se narodila 1. března 1849 ve vážené rodiny Charlese (1820–1882) a Louise Monnierových (1825–1901) v Poitiers, kteří pocházeli z vážené konzervativní měšťanské rodiny. Měla staršího bratra jménem Marcel Monnier (1848–1913). Byla proslulá svou krásou a přitahovala mnoho potenciálních nápadníků k sňatku. V roce 1876, když jí bylo 27 let, se chtěla provdat za staršího právníka, což se nelíbilo její matce, která tvrdila, že její dcera si nemůže vzít „právníka bez peněz”. Matka na Blanche naléhala, aby si vybrala vhodnějšího nápadníka, ta to však zatvrzele odmítala. Rozzlobená dceřiným vzdorem, zavřela Blanche do malého tmavého pokoje v podkroví jejich domu, kde ji držela na řetězu v ústraní 25 let. Spolu se synem tak pokračovali ve svém každodenním životě a předstírali, že truchlí nad jejím zmizením. Nikdo z jejích přátel nevěděl, kde je, a právník, za kterého se chtěla provdat, v roce 1885 nečekaně zemřel. 

Dne 23. května 1901 obdržel pařížský generální prokurátor anonymní dopis, jehož autor je dodnes neznámý, který odhalil její uvěznění:
Pane generální prokurátore: Mám tu čest vás informovat o mimořádně závažné události. Mluvím o staré panně, která je zavřená v domě madam Monnier, napůl vyhladovělá a žije na hnijícím podestýlce už pětadvacet let – jedním slovem ve vlastní špíně.
Blanche zachránila policie z otřesných podmínek. Byla celá pokrytá starým jídlem a výkaly, všude kolem postele a podlahy byly štěnice a vážila sotva 25 kilogramů. Jeden z policistů popsal stav Blanche a její postele takto:
Nešťastná žena ležela zcela nahá na shnilé slaměné matraci. Všude kolem ní se tvořila jakási krusta z výkalů, úlomků masa, zeleniny, ryb a zkaženého chleba... Viděli jsme také ústřicové mušle a brouky, kteří běhali po posteli madam Monnier. Vzduch byl tak nedýchatelný, zápach, který místnost vydávala, byl tak silný, že pro nás bylo nemožné zůstat déle, abychom mohli pokračovat ve vyšetřování.

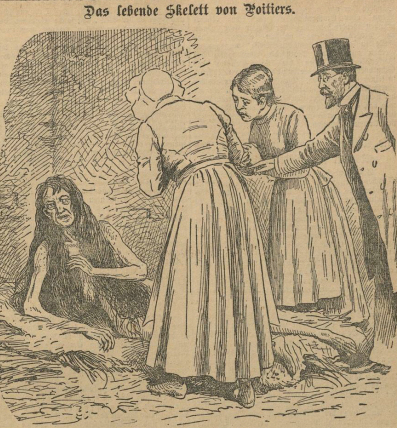
Kresba znázorňující objevení Blanche Monner z roku 1901. Německý popisek: Das lebende Skelett von Poitiers (Živá kostra z Poitiers).

Její matka byla zatčena, krátce nato onemocněla a o 15 dní později zemřela poté, co se před jejím domem shromáždil rozzuřený dav. Její bratr Marcel Monnier se dostavil k soudu a byl nejprve odsouzen, ale později byl po odvolání zproštěn viny, neboť byl považován za duševně nezpůsobilého. Přestože soudci kritizovali jeho rozhodnutí, shledali, že v tehdejším trestním zákoníku neexistovala „povinnost zachraňovat” s dostatečným pravidlem pro jeho odsouzení.
Po propuštění z pokoje měla Blanche i nadále psychické problémy. Byly jí diagnostikovány různé poruchy, včetně mentální anorexie, schizofrenie, exhibicionismu a koprofilie. To brzy vedlo k jejímu přijetí do psychiatrické léčebny v Blois, kde 13. října 1913 zemřela.

## V kultuře
V roce 1930 vydal André Gide knihu o této události s názvem La Séquestrée de Poitiers, v níž změnil pouze jména protagonistů.